# Francie na Letních olympijských hrách 1900
Francii na Letních olympijských hrách v roce 1900 v Paříži reprezentovala výprava 720 sportovců (708 mužů a 12 žen) v 19 sportech.

## Medailisté
| Medaile | Jméno                                                                                                  | Sport                | Soutěž                            |
| ------- | --- | -------------------- | --------------------------------- |
| Zlato   | Gaston Aumoitte                                                                                        | Kroket               | dvouhra jedna kulička             |
| Zlato   | Michel Théato                                                                                          | Atletika             | Muži marathon                     |
| Zlato   | Albert Robert Ayat                                                                                     | Šerm                 | Muži kord masters                 |
| Zlato   | Albert Robert Ayat                                                                                     | Šerm                 | Muži kord amatéři-masters         |
| Zlato   | Roger de Barbarin                                                                                      | Sportovní střelba    | Muži trap                         |
| Zlato   | Louis Bastien                                                                                          | Cyklistika           | Muži 25 km                        |
| Zlato   | Hermann Barrelet                                                                                       | Veslování            | Muži skif                         |
| Zlato   | Emile Coste                                                                                            | Šerm                 | Muži fleret                       |
| Zlato   | Georges de la Falaise                                                                                  | Šerm                 | Muži šavle                        |
| Zlato   | Dominique Gardères                                                                                     | Jezdectví            | Skok do výšky                     |
| Zlato   | Pierre Gervais                                                                                         | Jachting             | 0-½ tun závod 1                   |
| Zlato   | Emile Grumiaux                                                                                         | Lukostřelba          | Sur la Perche à la Pyramide       |
| Zlato   | Henri Hérouin                                                                                          | Lukostřelba          | Au Cordon Doré 50 m               |
| Zlato   | Maurice Larrouy                                                                                        | Sportovní střelba    | Muži 25 metrů rychlopalná pistole |
| Zlato   | Lucien Mérignac                                                                                        | Šerm                 | Muži fleret masters               |
| Zlato   | Eugène Mougin                                                                                          | Lukostřelba          | Au Chapelet 50 m                  |
| Zlato   | Achille Paroche                                                                                        | Sportovní střelba    | Muži 300 m libovolná malorážka    |
| Zlato   | Emile Sacré                                                                                            | Jachting             | 0-½ tun závod 2                   |
| Zlato   | Gustave Sandras                                                                                        | Sportovní gymnastika | Muži víceboj – jednotlivci        |
| Zlato   | Georges Taillandier                                                                                    | Cyklistika           | Muži 2 000 m sprint               |
| Zlato   | Charles de Vendeville                                                                                  | Plavání              | Muži plavání pod vodou            |
| Zlato   | Chrétien Waydelich                                                                                     | Kroket               | dvouhra dvě kuličky               |
| Zlato   | Gaston Aumoitte Georges Johin                                                                          | Kroket               | čtyřhra                           |
| Zlato   | Émile Billard P. Perquer                                                                               | Jachting             | 10-20 tun                         |
| Zlato   | Cercle de l'Aviron Roubaix                                                                             | Veslování            | Muži čtyřka s kormidelníkem       |
| Zlato   | Union des Sociétés Français de Sports Athletiques                                                      | Ragby                | Turnaj mužů                       |
| Stříbro | Noël Bas                                                                                               | Sportovní gymnastika | Muži víceboj – jednotlivci        |
| Stříbro | Emile Bougnol                                                                                          | Šerm                 | Muži kord masters                 |
| Stříbro | Émile Champion                                                                                         | Atletika             | Muži marathon                     |
| Stříbro | Jean Decazes                                                                                           | Jachting             | 10-20 tun                         |
| Stříbro | Henri Deloge                                                                                           | Atletika             | Muži běh na 1 500 m               |
| Stříbro | André Gaudin                                                                                           | Veslování            | Muži skif                         |
| Stříbro | René Guyot                                                                                             | Sportovní střelba    | Muži trap                         |
| Stříbro | Henri Helle                                                                                            | Lukostřelba          | Au Chapelet 50 m                  |
| Stříbro | Louis Hildebrand                                                                                       | Cyklistika           | Muži 25 km                        |
| Stříbro | Georges Johin                                                                                          | Kroket               | dvouhra jedna kulička             |
| Stříbro | Alphonse Kirchhoffer                                                                                   | Šerm                 | Muži fleret masters               |
| Stříbro | Henri Masson                                                                                           | Šerm                 | Muži fleret                       |
| Stříbro | Léon Moreaux                                                                                           | Sportovní střelba    | Muži 25 metrů rychlopalná pistole |
| Stříbro | Achille Paroche                                                                                        | Sportovní střelba    | 50 metrů libovolná pistole        |
| Stříbro | Louis Perrée                                                                                           | Šerm                 | Muži kord                         |
| Stříbro | Hélène Prévost                                                                                         | Tenis                | Ženy dvouhra                      |
| Stříbro | Fernand Sanz                                                                                           | Cyklistika           | Muži 2 000 m sprint               |
| Stříbro | Auguste Serrurier                                                                                      | Lukostřelba          | Sur la Perche à la Herse          |
| Stříbro | Auguste Serrurier                                                                                      | Lukostřelba          | Sur la Perche à la Pyramide       |
| Stříbro | André Six                                                                                              | Plavání              | Muži plavání pod vodou            |
| Stříbro | Henri Tauzin                                                                                           | Atletika             | Muži 400 m překážek               |
| Stříbro | Victor Thibaud                                                                                         | Lukostřelba          | Au Cordon Doré 33 m               |
| Stříbro | Victor Thibaud                                                                                         | Lukostřelba          | Au Chapelet 33 m                  |
| Stříbro | Léon Thiébaut                                                                                          | Šerm                 | Muži šavle                        |
| Stříbro | Vignerot                                                                                               | Kroket               | dvouhra dvě kuličky               |
| Stříbro | Henri Deloge Jacques Chastanié André Castanet Michel Champoudry Gaston Ragueneau                       | Atletika             | Družstvo mužů běh na 5000 m       |
| Stříbro | Maurice Durquetty Etchegaray                                                                           | Pelota               | dvojice                           |
| Stříbro | Louis Duffoy Maurice Lecoq Léon Moreaux Achille Paroche Trinité                                        | Sportovní střelba    | Družstvo mužů pistole             |
| Stříbro | Raymond Basset Jean Collas Charles Gondouin Joseph Roffo Emile Sarrade Constantin Henriquez de Zubiera | Přetahování lanem    | Muži                              |
| Stříbro | Jean Charcot Robert Linzeler                                                                           | Jachting             | 0-½ tun závod 1                   |
| Stříbro | Jean Charcot Robert Linzeler                                                                           | Jachting             | 0-½ tun závod 2                   |
| Stříbro | Jacques Baudrier Jean le Bret F. Marcotte William Martin Jules Valton                                  | Jachting             | ½-1 tun závod 1                   |
| Stříbro | Auguste Albert Duval Charles Hugo F. Vilamitjana                                                       | Jachting             | 1-2 tun závod 1                   |
| Stříbro | Doucet Godinet Mialaret Susse                                                                          | Jachting             | 2-3 tun závod 1                   |
| Stříbro | Doucet Godinet Mialaret Susse                                                                          | Jachting             | 2-3 tun závod 2                   |
| Stříbro | A. Dubos J. Dubos Maurice Gufflet Robert Gufflet Charly Guiraist                                       | Jachting             | 3-10 tun závod 2                  |
| Stříbro | Club Française                                                                                         | Fotbal               | Turnaj mužů                       |
| Stříbro | Club Nautique de Lyon                                                                                  | Veslování            | Muži čtyřka s kormidelníkem       |
| Stříbro | French Athletic Club Union                                                                             | Kriket               | 2-day 12-man                      |
| Stříbro | Société Nautique de la Marne                                                                           | Veslování            | Muži dvojka s kormidelníkem       |
| Stříbro | Družstvo mužů                                                                                          | Plavání              | Muži 200 m týmový závod           |
| Stříbro | Max Decugis Basil Spalding de Garmendia (USA)                                                          | Tenis                | Muži čtyřhra                      |
| Stříbro | Hélène Prévost Harold Mahony (GBR)                                                                     | Tenis                | Mix čtyřhra                       |
| Bronz   | Eugène Balmé                                                                                           | Sportovní střelba    | Muži 25 metrů rychlopalná pistole |
| Bronz   | de Bellegarde                                                                                          | Jezdectví            | Skok do dálky                     |
| Bronz   | Marcel Jacques Boulenger                                                                               | Šerm                 | Muži fleret                       |
| Bronz   | Louis de Champsavin                                                                                    | Jezdectví            | Parkurové skákání - jednotlivci   |
| Bronz   | Jacques Chastanié                                                                                      | Atletika             | Muži 2 500 m steeplechase         |
| Bronz   | Justinien de Clary                                                                                     | Sportovní střelba    | Muži trap                         |
| Bronz   | Daumain                                                                                                | Cyklistika           | Muži 25 km                        |
| Bronz   | Lucien Démanet                                                                                         | Sportovní gymnastika | Muži víceboj – jednotlivci        |
| Bronz   | Auguste Donny                                                                                          | Jachting             | 2-3 tun závod 2                   |
| Bronz   | Pierre Gervais                                                                                         | Jachting             | 0-½ tun závod 2                   |
| Bronz   | Henri Helle                                                                                            | Lukostřelba          | Au Cordon Doré 50 m               |
| Bronz   | Henri Laurent                                                                                          | Šerm                 | Muži kord masters                 |
| Bronz   | Louis Martin                                                                                           | Plavání              | Muži 4000 m volný způsob          |
| Bronz   | Émile Mercier                                                                                          | Lukostřelba          | Au Chapelet 50 m                  |
| Bronz   | Jean-Baptiste Mimiague                                                                                 | Šerm                 | Muži fleret masters               |
| Bronz   | Charles Frédéric Petit                                                                                 | Lukostřelba          | Au Cordon Doré 33 m               |
| Bronz   | Charles Frédéric Petit                                                                                 | Lukostřelba          | Au Chapelet 33 m                  |
| Bronz   | Sautereau                                                                                              | Kroket               | dvouhra dvě kuličky               |
| Bronz   | Léon Sée                                                                                               | Šerm                 | Muži kord                         |
| Bronz   | Léon Sée                                                                                               | Šerm                 | Muži kord amatéři-masters         |
| Bronz   | Emile Torcheboeuf                                                                                      | Atletika             | Muži skok do dálky z místa        |
| Bronz   | Chrétien Waydelich                                                                                     | Kroket               | dvouhra jedna kulička             |
| Bronz   | Auguste Cavadini Maurice Lecoq Léon Moreaux Achille Paroche René Thomas                                | Sportovní střelba    | Družstvo mužů 300 metrů rifle     |
| Bronz   | André Prévost Georges de la Chapelle                                                                   | Tenis                | Muži čtyřhra                      |
| Bronz   | Henri Monnot Léon Tellier Gaston Cailleux                                                              | Jachting             | 0-½ tun závod 1                   |
| Bronz   | Marcel Meran E. Michelet F. Michelet                                                                   | Jachting             | ½-1 tun závod 1                   |
| Bronz   | Jacques Baudrier Lucien Baudrier Dubosq Edouard Mantois                                                | Jachting             | ½-1 tun závod 2                   |
| Bronz   | Auguste Albert Duval Charles Hugo F. Vilamitjana                                                       | Jachting             | 1-2 tun závod 2                   |
| Bronz   | De Cottignon Emile Jean-Fontaine Ferdinand Schlatter                                                   | Jachting             | 2-3 tun závod 1                   |
| Bronz   | E. Michelet F. Michelet                                                                                | Jachting             | Otevřená třída                    |
| Bronz   | Rowing Club Castillon                                                                                  | Veslování            | Muži dvojka s kormidelníkem       |
| Bronz   | Družstvo mužů                                                                                          | Plavání              | Muži 200 m týmový závod           |
| Bronz   | Pupilles de Neptune                                                                                    | Vodní pólo           | Turnaj mužů                       |
| Bronz   | Libellule de Paris                                                                                     | Vodní pólo           | Turnaj mužů                       |

Bronzovou medaili v pólu získal smíšený tým, jehož součástí také byli tři Francouzi.